# Nguyễn Trọng Tạo
Nguyễn Trọng Tạo (1947– 2019) là nhà thơ, nhạc sĩ, nhà báo, họa sĩ Việt Nam. Ông được tặng Giải thưởng Nhà nước về Văn học Nghệ thuật năm 2012 với tư cách là một nhà thơ. "Làng Quan họ quê tôi", "Khúc hát sông quê" là những ca khúc nổi tiếng nhất của ông với tư cách là một nhạc sĩ.

## Tiểu sử
Nguyễn Trọng Tạo sinh ngày 25 tháng 8 năm 1947 trong một gia đình nho học ở làng Trường Khê (nay là Diễn Hoa), huyện Diễn Châu, tỉnh Nghệ An. 
Nguyễn Trọng Tạo nhập ngũ năm 1969 tại Quân khu 4. Sau đó ông làm Đội trưởng Đội tuyên truyền văn hóa Đoàn 22B, Trưởng đoàn văn công xung kích Sư đoàn 341B.  
Năm 1976 ông được Tổng cục Chính trị điều về Hà Nội tham gia Trại viết văn quân đội rồi vào học Trường viết văn Nguyễn Du khóa 1. Năm 1981, vì sự cố xuất bản bài thơ “Tản mạn thời tôi sống”, Nguyễn Trọng Tạo đã có ý định tự tử bằng hai khẩu súng ngắn. Sau đó, ông chấp nhận lệnh điều động vào làm Trưởng ban Biên tập Nhà văn hóa Quân khu Bốn, phải bỏ dở việc học ở Trường viết văn Nguyễn Du khi chỉ còn một thời gian ngắn nữa là tốt nghiệp.
Năm 1988, ông chuyển về Huế làm làm Trưởng ban Biên tập xuất bản Hội Văn học Nghệ thuật Bình Trị Thiên. Năm 1990, ông cùng nhà văn Hoàng Phủ Ngọc Tường và nhà văn Nguyễn Quang Lập sáng lập Tạp chí Cửa Việt, làm biên tập và phụ trách mỹ thuật tạp chí này, bộ đầu tiên gồm 17 số.
Năm 1997, Nguyễn Trọng Tạo ra Hà Nội, công tác ở Tạp chí Âm nhạc của Hội Nhạc sĩ Việt Nam. Năm 2000–2005 ông là Ủy viên Hội đồng Thơ Hội Nhà văn Việt Nam, kiêm Trưởng ban biên tập báo Thơ thuộc báo Văn Nghệ (2003–2004) rồi về hưu.
Ông là hội viên Hội Nhà văn Việt Nam; hội viên Hội Nhạc sĩ Việt Nam; hội viên Hội Nhà báo Việt Nam.
Ngày 7 tháng 1 năm 2019, Nguyễn Trọng Tạo qua đời tại Bệnh viện Bạch Mai, vì căn bệnh ung thư phổi.

## Sự nghiệp
Là người đa tài, Nguyễn Trọng Tạo vừa làm thơ, vừa sáng tác nhạc, vừa viết báo, vừa làm họa sĩ vẽ bìa sách. Trong đó, hai lĩnh vực là thi ca và âm nhạc, ở lĩnh vực nào ông cũng là người được xem là đứng ở top đầu. Cả cuộc đời ông có hơn 20 đầu sách về văn, thơ, tiểu luận phê bình văn học, nhạc và hàng ngàn bìa sách.
Sự nghiệp lớn nhất của Nguyễn Trọng Tạo là thơ. Ông làm thơ rất sớm từ năm 14 tuổi, xuất bản tập thơ đầu tiên năm 1974. Ông đã in 10 tập thơ với 6 giải thưởng văn học; Ông là tác giả của những tập thơ, trường ca như: “Đồng dao cho người lớn”, “Nương thân”, “Thế giới không còn trăng”, “Con đường của những vì sao”, “Trường ca Đồng Lộc”, “Ký ức mắt đen”, “Trường ca Biển mặn”… Một số thơ và truyện ngắn của ông đã được dịch ra nhiều thứ tiếng như Pháp, Anh, Nga, Tây Ban Nha. Tập thơ song ngữ Việt - Anh Ký ức mắt đen (Memory of black eyes) của ông do Nhà xuất bản Thế Giới ấn hành năm 2010 (do nhà thơ Nguyễn Phan Quế Mai và chuyên gia ngôn ngữ của Mỹ Hilary Watts chọn và chuyển ngữ).
Ông là người khởi xướng “Thơ đời thường” để thoát khỏi dòng thơ tụng ca tràn ngập trước đó. Đó là những bài thơ từng gây chấn động văn đàn như: "Đồng dao cho người lớn", "Tản mạn thời tôi sống", "Tin thì tin không tin thì thôi". Và có lẽ đỉnh điểm trong dòng “Thơ đời thường” của ông là bài "Tản mạn thời tôi sống". Có thể nói bài thơ "Tản mạn thời tôi sống" là một trong những tín hiệu báo trước của văn học đổi mới.
Về âm nhạc, Nguyễn Trọng Tạo sáng tác bài hát đầu tiên năm 20 tuổi. Cho đến nay, Nguyễn Trọng Tạo đã sáng tác khoảng gần 100 ca khúc. Bên cạnh những ca khúc khúc đậm chất dân gian nổi tiếng như “Làng quan họ quê tôi”, “Khúc hát sông quê”, còn có những ca khúc ghi đậm dấu ấn cá nhân của ông như: “Đôi mắt đò ngang”, “Tình ca bên một dòng sông”, “Non nước Cao Bằng”, “Mẹ tôi”, “Đồng Lộc thông ru”, “Tình ca hạt giống vàng”, “Trống hội cổng làng”, “Tình Thu”, “Tình Đông”, “Tình Xuân”, “Tình Hạ”, “Con dế buồn”, “Mưa”, “Nghe biển ru đêm”, “Tình ca hoa cúc biển”… Nhạc phẩm “Làng quan họ quê tôi” của ông từng được Dàn nhạc Giao hưởng Leipzig trình tấu trong Tuần văn hóa Việt - Đức.
Ông đã có 2 liveshow thơ, nhạc "Khúc hát sông quê" tổ chức vào tháng 8-2018 tại Hà Nội và 8-2018 tại Nghệ An.
Nguyễn Trọng Tạo đã bắt đầu viết báo từ ngày còn ở Quân khu IV thời chiến tranh. Khi chuyển ngành về Hội Văn học Nghệ thuật tỉnh Bình Trị Thiên năm 1988, ông làm Trưởng ban Biên tập của Hội, viết bài, tham gia biên tập và thiết kế măng-sét cho tạp chí “Sông Hương” lúc ấy rất nổi tiếng; tham gia biên tập, vừa là người chịu trách nhiệm mỹ thuật kể cả khâu in ấn cho tạp chí “Cửa Việt”. Năm 1997, ông chuyển về làm Thư ký Tòa soạn “Tạp chí Âm nhạc”, và làm chủ ở “Tạp chí Âm nhạc” cho đến khi về hưu. Đồng thời với “Tạp chí Âm nhạc”, ông còn được mời làm chủ tờ báo “Thơ” (phụ bản của báo Văn nghệ). Ở tờ “Thơ”, ông được toàn quyền làm cả nội dung và hình thức (từ nội dung, mỹ thuật, đến in ấn).
Nguyễn Trọng Tạo còn là họa sĩ minh họa và trình bày mỹ thuật tạp chí Cửa Việt, tạp chí Âm nhạc, báo Thơ, tác giả măng-sét tạp chí Sông Hương, Sông Lam, Hồng Lĩnh, báo Thơ v.v...
Năm 2012, ông được tặng Giải thưởng Nhà nước về Văn học Nghệ thuật với với cụm tác phẩm: với cụm tác phẩm: Đồng dao cho người lớn (tập thơ); Con đường của những vì sao (trường ca Đồng Lộc).

### Nhận định
| “ | Thơ Nguyễn Trọng Tạo còn góp phần đấu tranh cho quyền được nói về cá nhân, quyền được nói về riêng mình, quyền được nói về cái tôi trong văn học của chúng ta. Khác hẳn một số nhà thơ không hiểu chính mình đang viết gì, Tạo không viết những câu thơ bí hiểm, không viết những câu thơ tự đánh đố mình và đánh đố bạn đọc để làm ra vẻ mình là một nhà thơ có tư duy cao! Thơ Tạo thể hiện tư duy của chính Tạo, không phải tư duy vay mượn của người khác. Trên bảng ghi công những văn nghệ sĩ đổi mới thực sự và đổi mới hiệu quả, có tên Nguyễn Trọng Tạo | ” |
| — nhà văn Nguyễn Đình Thi – nguyên Chủ tịch Ủy ban toàn quốc Liên hiệp các Hội Văn học nghệ thuật Việt Nam. | |   |

| “                                                                        | Thơ của Nguyễn Trọng Tạo là thơ của những cái chớp mắt... Cảm hứng nhân văn của Nguyễn Trọng Tạo không hề dễ dãi, và, lấp lánh vô tận như những cái chớp mắt... | ” |
| — Tiến sĩ Hoàng Ngọc Hiến – nguyên hiệu trưởng Trường Viết văn Nguyễn Du | |   |

| “                                                      | Nhạc sĩ, nhà thơ Nguyễn Trọng Tạo - người nghệ sĩ tài hoa đã yên giấc nghìn thu. Cám ơn Anh đã để lại những tác phẩm đẹp (đặc biệt là những bài thơ, những ca khúc) làm rung động con tim của bao người, trong đó có tôi; đã đánh thức bao kỷ niệm cay đắng, ngọt ngào, yêu thương, vui buồn và những điều tốt đẹp. Anh và những tác phẩm đẹp của Anh sẽ sống mãi với thời gian và sống mãi với những độc giả, thính giả, ca sĩ và những người thân yêu anh. | ” |
| — ông Trịnh Đình Dũng – nguyên Phó Thủ tướng Chính phủ | |   |

| “                                                             | … Là một nhà văn hóa đa tài, cả nhạc, thơ, họa và phê bình văn học nghệ thuật, cả 4 loại hình này anh đứng ở tốp đầu của cả nước, anh Nguyễn Trọng Tạo được nhiều người ngưỡng mộ, yêu thương hết mực kể cả nữ và nam. Tình yêu và tình bạn đã tạo cảm hứng để anh cho ra đời nhiều tác phẩm bất hủ cả thơ và nhạc để lại cho thế hệ mai sau. | ” |
| — Tiến sĩ Lê Doãn Hợp – nguyên Bộ trưởng Bộ Văn hóa Thông tin | |   |

| “ | Nguyễn Trọng Tạo là người đa tài, tài hoa. Anh mất đi, sau này không dễ gì có được một người như thế. | ” |
| — Phó Giáo sư, Tiến sĩ Nguyễn Thế Kỷ – Chủ tịch Hội đồng Lý luận phê bình VHNT Trung ương, nguyên Tổng giám đốc VOV | |   |

| “                                 | Anh làm mới thơ, đôi khi bằng nhịp điệu khác thường trong thơ lục bát, bằng một từ đột xuất, một đảo ngữ chênh vênh, hay một hư từ đặt không đúng chỗ, hoặc bằng một hình ảnh không giống ai: "ta như sao lạc giữa ban ngày". Những câu thơ hay như thế bất chợt đến, bất chợt gặp trong thơ anh rất nhiều. Thơ anh thản nhiên, nhẹ nhàng và dễ dàng như những hình tượng đã có sẵn trên cây, anh chỉ việc rung cây là chúng rụng xuống Thơ anh. Nguyễn Trọng Tạo là một Người Thơ nghịch ngợm, thơ thẩn đi giữa dòng đời rồi bỗng dưng bị lạc. Anh chàng ấy thỉnh thoảng tung ra một vì sao để soi rạng Cõi Đi. Chúng ta may mắn nhặt được những Vì sao Lạc ấy, và thấy sáng lại lòng mình... | ” |
| — nhà báo, nhà phê bình Thụy Khuê | |   |

| “                                                        | Nếu người đọc muốn tìm thấy ở thơ Nguyễn Trọng Tạo câu trả lời chức năng của thơ là gì thì khó mà có một lời giải đáp cụ thể. Ta thấy thơ anh không nhằm phục vụ một nhiệm vụ hoặc cổ vũ một trào lưu gì. Anh như một người lẻ loi đứng trên các nẻo đường, mặc cho các lớp người cứ trùng điệp ồn ào qua lại. Thật khó có thể xếp Nguyễn Trọng Tạo vào một lớp nhà thơ nào. Ngòi bút anh thoải mái với những điều không phải dễ nói ra... | ” |
| — nhà thơ Vũ Cao – nguyên Chủ tịch Hội đồng Thơ Việt Nam | |   |

### Sự cố từ bài thơ “Tản mạn thời tôi sống”
Bài thơ “Tản mạn thời tôi sống” của Nguyễn Trọng Tạo được viết năm 1981, ở thời điểm đời sống đã có nhiều khó khăn, thất vọng và hoài nghi, lúc này ông mới ngoài ba mươi tuổi.  Bài thơ viết với một giọng thơ mới mẻ, một cách nhìn cuộc sống không giống ai, đề cập đến một hiện thực đau đớn, trần trụi, phơi bày cái nghèo nàn, cái hoang mang, sự thất vọng và cả sự sụp đổ thần tượng một thời. Đó thực chất là một cách “nhìn thẳng vào sự thật”, một cách vượt thoát khỏi những dư tưởng thời chiến tranh, vượt thoát khỏi những giáo điều để đưa thơ vào thế tục. Nhiều người cho rằng bài thơ này là một trong những bài thơ nổi bật của thập kỷ 1980.
Bài thơ được Nguyễn Trọng Tạo viết trong một đêm ở khu tập thể Vân Hồ. Khi viết xong bài thơ, chính ông đọc lại cũng thấy choáng váng. Bài thơ sau đó được truyền miệng cho nhiều bạn bè cùng nghe. Rất nhiều người đã tán thưởng. Rồi nhà văn Hoàng Minh Châu đã quyết định cho in bài thơ này trên báo Văn nghệ. Vừa in ra, dư luận đã râm ran. Độc giả và cả giới văn học truyền tay nhau đọc và bình luận. Nhưng sau đó không lâu là sự phản hồi từ một số người quản lý… Nguyễn Trọng Tạo bắt buộc phải tham gia những cuộc họp, kiểm điểm lên xuống. Cuộc sống trở nên tối tăm, đến nỗi có lúc ông đã định kết thúc cuộc sống của mình bằng hai khẩu súng ngắn. Sau đó, Nguyễn Trọng Tạo chấp nhận lệnh điều động vào công tác ở Nhà văn hóa Quân khu Bốn, buộc phải bỏ dở việc học ở Trường viết văn Nguyễn Du khi chỉ còn một thời gian ngắn nữa là tốt nghiệp.
Năm năm sau, đến thời kỳ “Đổi mới”, bài thơ của ông được in lại, được phát trên đài, và năm 1987 chính báo Văn Nghệ đã đăng bài của Phạm Quang Long nhận định rằng: “Dòng văn học Đổi mới đã được khơi nguồn từ nhiều năm trước Đổi mới, với bài thơ "Tản mạn thời tôi sống" của Nguyễn Trọng Tạo”.

## Tác phẩm

### Thơ[25]
- Tình yêu sáng sớm (in chung với Nguyễn Quốc Anh), 1974
- Gương mặt tôi yêu (in chung với Trần Nhương, Khuất Quang Thụy), 1980
- Sóng nhà đêm biếc tôi yêu (in chung với Nguyễn Hoa, Nguyễn Thụy Kha), 1984
- Sóng thủy tinh, 1988
- Gửi người không quen, 1989
- Đồng dao cho người lớn, 1994, 1999
- Thư trên máy chữ và Tản mạn thời tôi sống, 1995
- Nương thân, 1999
- Thơ trữ tình, 2001
- 36 bài thơ, 2006
- Thế giới không còn trăng, 2006
- Em đàn bà, 2008
- Ký ức mắt đen, (song ngữ Việt – Anh), 2010
- Thơ và Trường ca, 2011
- Nến trắng (tam ngữ Việt – Anh – Ba Lan), 2014
- Mẹ tôi
- Dòng sông mặc áo

### Trường ca
- Biển mặn, 2015
- Con đường của những vì sao (Trường ca Đồng Lộc), 1981, 2008
- Tình ca người lính, 1984

### Văn xuôi
- Miền quê thơ ấu, 1988, tái bản với tên Mảnh hồn làng 1997, 2002, 2005
- Ca sĩ mùa hè. 1991, 1998, 2003...
- Khoảnh khắc thời bình, 1987
- Chuyện ít biết về văn nghệ sĩ, 2001

### Tiểu luận, phê bình
- Văn chương cảm và luận, 1999

### Ca khúc
- “Làng quan họ quê tôi”,
- “Khúc hát sông quê”,
- “Đôi mắt đò ngang”,
- “Tình ca bên một dòng sông”,
- “Non nước Cao Bằng”,
- “Mẹ tôi”,
- “Đồng Lộc thông ru”,
- “Tình ca hạt giống vàng”,
- “Trống hội cổng làng”,
- “Tình Thu”,
- “Tình Đông”,
- “Tình Xuân”,
- “Tình Hạ”,
- “Con dế buồn”,
- “Mưa”,
- “Nghe biển ru đêm”,
- “Tình ca hoa cúc biển”…

### Tuyển tập ca khúc
- Ca khúc Nguyễn Trọng Tạo, 1996
- Tình khúc bốn mùa, 1996
- Khúc hát sông quê, 2002

### Liveshow cá nhân
- "Khúc hát sông quê" (liveshow thơ, nhạc) tổ chức vào tháng 8-2018 tại Hà Nội.[12]
- "Khúc hát sông quê" (liveshow thơ, nhạc) tổ chức vào tháng 8-2018 tại Nghệ An.[8]

### Tổng tập
Sau khi ông qua đời, gia đình, bạn bè đã hoàn thành bộ “Tuyển tập Nguyễn Trọng Tạo”, gồm 3 tập dày gần 2.000 trang in, giới thiệu 348 bài thơ, trường ca và 72 bài nhạc; 9 truyện ngắn và vừa; 13 tạp văn, 13 bài trả lời phỏng vấn và 86 bài viết về văn chương - cảm - luận, lý luận phê bình, chân dung, tự sự.

## Vinh danh
- Giải thưởng Nhà nước về Văn học Nghệ thuật năm 2012

### Giải thưởng văn học
- Giải thưởng thơ Nghệ An (1969)
- Giải thưởng thơ hay báo Văn nghệ do độc giả bình chọn (1978)
- Giải thưởng thơ hay báo Nhân dân (1978)
- Giải thưởng thơ hay tạp chí Văn nghệ quân đội (1978)
- Giải thưởng Văn học Nghệ thuật Cố đô (1989–1994) cho tập truyện Miền quê thơ ấu
- Giải thưởng Văn học Nghệ thuật Cố đô (1995–2000) cho tập thơ Đồng dao cho người lớn
- 2 Giải thưởng của Bộ Văn hóa và Thông tin cho bìa sách đẹp: Những con chim kêu đêm, Khát

Nguồn:

### Giải thưởng âm nhạc
- Giải thưởng đặc biệt của Uỷ ban nhân dân tỉnh Hà Bắc (1981) cho ca khúc "Làng Quan họ quê tôi"
- Giải thưởng Văn học Nghệ thuật Hồ Xuân Hương (1997–2002) cho ca khúc "Đôi mắt đò ngang"
- Giải thưởng Văn học Nghệ thuật (1997) của Ủy ban Toàn quốc Liên hiệp các hội Văn học Nghệ thuật Việt Nam cho ca khúc "Đôi mắt đò ngang"
- 5 lần đạt Giải thưởng Hội Nhạc sĩ Việt Nam cho các ca khúc: "Mặt trời trong thành phố" (1983); "Đường về Thạch Nham" (1984); "Con dế buồn" (1997); "Đồng Lộc thông ru" (1998); "Khúc hát sông quê" (2005)
- Giải thưởng của Hội Nông dân Việt Nam (2001) cho ca khúc "Cánh đồng ở giữa hai làng"
- Giải thưởng (cup) Những ca khúc hay về Nông nghiệp và Nông thôn Việt Nam (1945–2010) của Bộ Nông nghiệp và Phát triển Nông thôn cho 2 ca khúc "Làng Quan họ quê tôi" và "Khúc hát sông quê"

Nguồn:

## Đời tư
Ông có 2 đời vợ.
Ông kết hôn với người vợ đầu là BS. Phan Thị Kim Thọ khi còn ở Nghệ An, có một cô con gái đầu là Nguyễn Thị Thu Hương, hiện là Giám đốc một ngân hàng tại Hà Nội. 
Năm 1986, ông tái hôn với PGS. TS. Võ Thị Kim Thanh tại Tp. Huế, là con gái cụ Vũ Soạn. Hai người sinh được 2 người con, về sau đều tốt nghiệp Tiến sĩ ở Châu Âu, người con trai là TS. KTS. Nguyễn Vũ Trọng Thi và con gái út là TS. Nguyễn Vũ Bảo Chi.